# Zakład Elektroniki Przemysłowej „Profel”
Zakład Elektroniki Przemysłowej „Profel” sp. z o. o. – produkcyjny zakład przemysłowy w Szydłowcu, działający na terenie SSE Starachowice. Zatrudnia 240 osób (31.12.2006). Jedynym wspólnikiem spółki jest Profel Invest Sp. z o.o.
Siedzibą firmy jest budynek przy ul. Kolejowej 36 w Szydłowcu.

## Historia
Pierwsze podwaliny pod zakład stworzyło założenie w 1939 r. w miejscu dzisiejszego zakładu Fabryki Wyrobów Metalowych „Podkowiak” - inż. Kindler i S-ka. Był to zakład produkujący żelazne i stalowe gwoździe do podków. Fabryka przetrwała okupację niemiecką i w marcu 1958 została znacjonalizowana. Przyjęła wtedy nazwę Szydłowieckie Zakłady Przemysłu Terenowego. Do 1962 r. produkowano tam gwoździe i siatkę ogrodzeniową. Decyzją Ministra Przemysłu Ciężkiego zakład przeszedł w struktury Zakładów Wytwórczych Urządzeń Elektronowych T-12 PP „Warel” w Warszawie. Po gruntownej modernizacji mocy produkcyjnych zmieniono profil produkcji na wytwórstwo detali i podzespołów do wyrobów elektronicznych. 

Na mocy decyzji Ministra Przemysłu Maszynowego w 1976 r. fabryki „Warel"-u i wchodzący w jego struktury Zakład Elektroniki Przemysłowej „Profel” jako oddzielne zakłady zostały włączone w skład Przedsiębiorstwa Państwowego Centrum Naukowo-Produkcyjnego Elektroniki Profesjonalnej „Unitra-Radwar” w Warszawie. W latach 60., 70. i 80. XX wieku, należało do Zjednoczenia Przemysłu Elektronicznego UNITRA. W 1994 r. Centrum przekształcono w Jednoosobową Spółkę Akcyjną Skarbu Państwa i nazwano Centrum Naukowo-Produkcyjne Elektroniki Profesjonalnej „Radwar” S.A.; w jego strukturach funkcjonował oddział zamiejscowy Zakład Elektroniki Przemysłowej „Profel” w Szydłowcu. W 2003 roku Oddział Centrum Naukowo-Produkcyjne Elektroniki Profesjonalnej „Radwar” S.A. Zakład Elektroniki Przemysłowej „Profel” został wpisany do Krajowego Rejestru Sądowego jako samodzielny podmiot pod nazwą Zakład Elektroniki Przemysłowej „PROFEL” Spółka z ograniczoną odpowiedzialnością z siedzibą w Szydłowcu przy ul. Kolejowej 36. Jedynym wspólnikiem był początkowo Radwar S.A. Od dnia 4 listopada 2011 roku 100% udziałów, na mocy umowy zbycia, zostało objętych przez firmę Profel Invest sp. z o.o. – firma powstała z inicjatywy pracowników Zakładu Elektroniki Przemysłowej „PROFEL” sp. z o.o., w której posiadają 100% udziałów.
W 2018 roku sąd oddalił wniosek o ogłoszenie upadłości spółki z uwagi na brak majątku pozwalającego na pokrycie kosztów postępowania.

## Struktura
Jedynym członkiem zarządu jest obecnie (2020 rok) Zbigniew Borkiewicz - Prezes Zarządu
Komórki organizacyjne
- TT - Dział Techniczny
- TRP - Dział Utrzymania Ruchu i Obsługi Produkcji
- TGM - Dział Logistyki i Administracji
- TH - Dział Zbytu i Marketingu
- PP - Dział Przygotowania Produkcji
- P-1 – Wydział Mechaniczny
- NKS - Dział Kontroli Jakości i Obsługi Serwisowej
- NK - Dział Ekonomiczno-Księgowy
- NSO - Dział Osobowy, Informatyki i Kontroli Wewnętrznej
- NB - Komórka ds. BHP i Spraw Obronnych